# The White Stripes (album)
Pour le duo, voir The White Stripes.
Albums de The White Stripes
De Stijl
(2000)
The White Stripes est le premier album du duo rock The White Stripes, enregistré à cheval sur les années 1998-1999, et paru le 15 juin 1999. Cet album est dédié à Son House, et témoigne d'une affection première du groupe pour le blues (reprises de deux standards du genre avec Stop Breaking Down et St. James Infirmary Blues) et l'on peut le classer aussi bien dans le genre blues-rock que indie-rock. Jack White décrira rétrospectivement[Quand ?] cet album comme « le plus furieux » et « le plus cru, le plus puissant et, musicalement, le plus Détroit »[réf. souhaitée].

## Liste des titres
Toutes les chansons sont écrites et composées par Jack White, sauf mention contraire.
| No  | Titre                                                          | Durée |
| --- | -------------------------------------------------------------- | ----- |
| 1.  | Jimmy the Exploder                                             | 2:29  |
| 2.  | Stop Breaking Down (écrit, composé et créé par Robert Johnson) | 2:20  |
| 3.  | The Big Three Killed My Baby (en)                              | 2:29  |
| 4.  | Suzy Lee                                                       | 3:21  |
| 5.  | Sugar Never Tasted So Good                                     | 2:54  |
| 6.  | Wasting My Time                                                | 2:13  |
| 7.  | Cannon (influencé par Son House (cf. John the Revelator))      | 2:30  |
| 8.  | Astro                                                          | 2:42  |
| 9.  | Broken Bricks (The White Stripes, Stephen Gillis)              | 1:51  |
| 10. | When I Hear My Name                                            | 1:54  |
| 11. | Do                                                             | 3:05  |
| 12. | Screwdriver                                                    | 3:14  |
| 13. | One More Cup of Coffee (écrit, composé et créé par Bob Dylan)  | 3:13  |
| 14. | Little People                                                  | 2:22  |
| 15. | Slicker Drips                                                  | 1:30  |
| 16. | St. James Infirmary Blues (traditionnel)                       | 2:24  |
| 17. | I Fought Piranhas                                              | 3:07  |

| 18. | Let's Shake Hands (en) | 2:01 |
| 19. | Lafayette Blues (en)   | 2:15 |

## Musiciens
The White Stripes
- Jack White : chant, guitare, piano, production
- Meg White : batterie

Autres
- Johnny Walker des Soledad Brothers (en) : slide guitar sur Suzy Lee et I Fought Piranhas
- Jim Diamond (en) : production, ingénieur du son
- Ko Melina Zydeko : photographie
- Heather White : photographie